# Delivered, Duty Paid

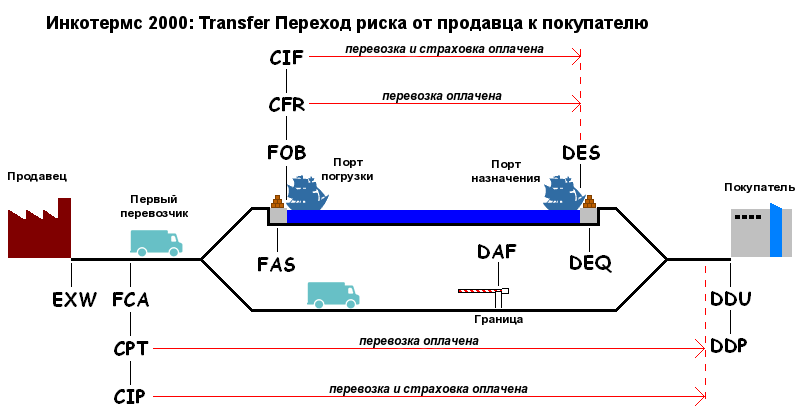
Области действия терминов Инкотермс

DDP (англ. Delivered, Duty Paid, букв. «доставлено, пошлина оплачена») — употребляется с указанием места прибытия; ответственность продавца заканчивается после того, как товар доставлен в указанное место в стране покупателя; все риски, все расходы по доставке груза (налоги, пошлины и т. д.), ответственность за порчу и потерю товара, включая пошлины и прочие выплаты, выплачиваемые при импорте, до этого момента несёт продавец, также он несёт ответственность за таможенную очистку; могут быть добавлены положения, освобождающие продавца от оплаты отдельных дополнительных формальностей; данный тип распределения ответственности может использоваться независимо от вида поставки.